# Horten (Noorwegen)
Horten is een stad en gemeente in de provincie Vestfold gelegen aan het Oslofjord in Noorwegen. Tot Horten behoren ook de dorpen Borre, Åsgårdstrand, Skoppum en Nykirke. Omliggende gemeenten zijn Holmestrand en Tønsberg. De gemeente telde 27.202 inwoners in januari 2017.

## Geschiedenis
In de omgeving werden sporen van bewoning uit de steentijd gevonden. In het archeologisch nationaal park Borre (18 ha)bevinden zich diverse grafheuvels uit de Vikingtijd (600-900 n.Chr.), waaruit blijkt dat zich hier een belangrijk machtscentrum van de Vikingen bevond.
In 1818 werd Horten tot een belangrijk steunpunt voor de Noorse marine. In 1864 werd een marine-academie geopend. Dit steunpunt werd in 1963 verplaatst naar Bergen. Op het terrein van het marinesteunpunt ontstonden twee musea. Ook bevond zich hier de belangrijkste scheepswerf van de marine, de Horten Verft. In 1828 liep daar het eerste schip van stapel. In 1968 werd het een staatsbedrijf waar 2.000 mensen werk vonden. De werf ging failliet in 1987 en op het terrein werd een industriegebied gevestigd, met vooral elektronicabedrijven. In 1907 kreeg Horten stadsrechten.

## Bezienswaardigheden
- Marinemuseet, het oudste ter wereld (1853), waar veel schepen en scheepsmodellen te vinden zijn.
- Preus Museum, een fotografiemuseum.
- Horten bilmuseum, automuseum.
- Archeologisch nationaal park Borre (Borrehaugene), 18 ha groot gebied met grafheuvels uit de Vikingtijd.
- Huis van Edvard Munch in Åsgårdstrand.
- Kerk van Nykirke (Nykirke kirke), stenen kerkje van ongeveer 1100 in Romaanse stijl.
- Kalkovens voor de marine (Kalkovnene på Karljohansvern) van 1852-1854
- Kapel van Løvøy (Løvøy kapell), kerkje in breuksteen van omstreeks 1200, met houten klokkentoren en Sint-Olafsbron.
- Borrevannet-meer.
- Kerk van Borre (Borre kirke), romaans kerkje van ongeveer 1100.
- Kerk van Horten (Horten kirke, of Garnisonskirken), neogotische bakstenen kerk van 1855.

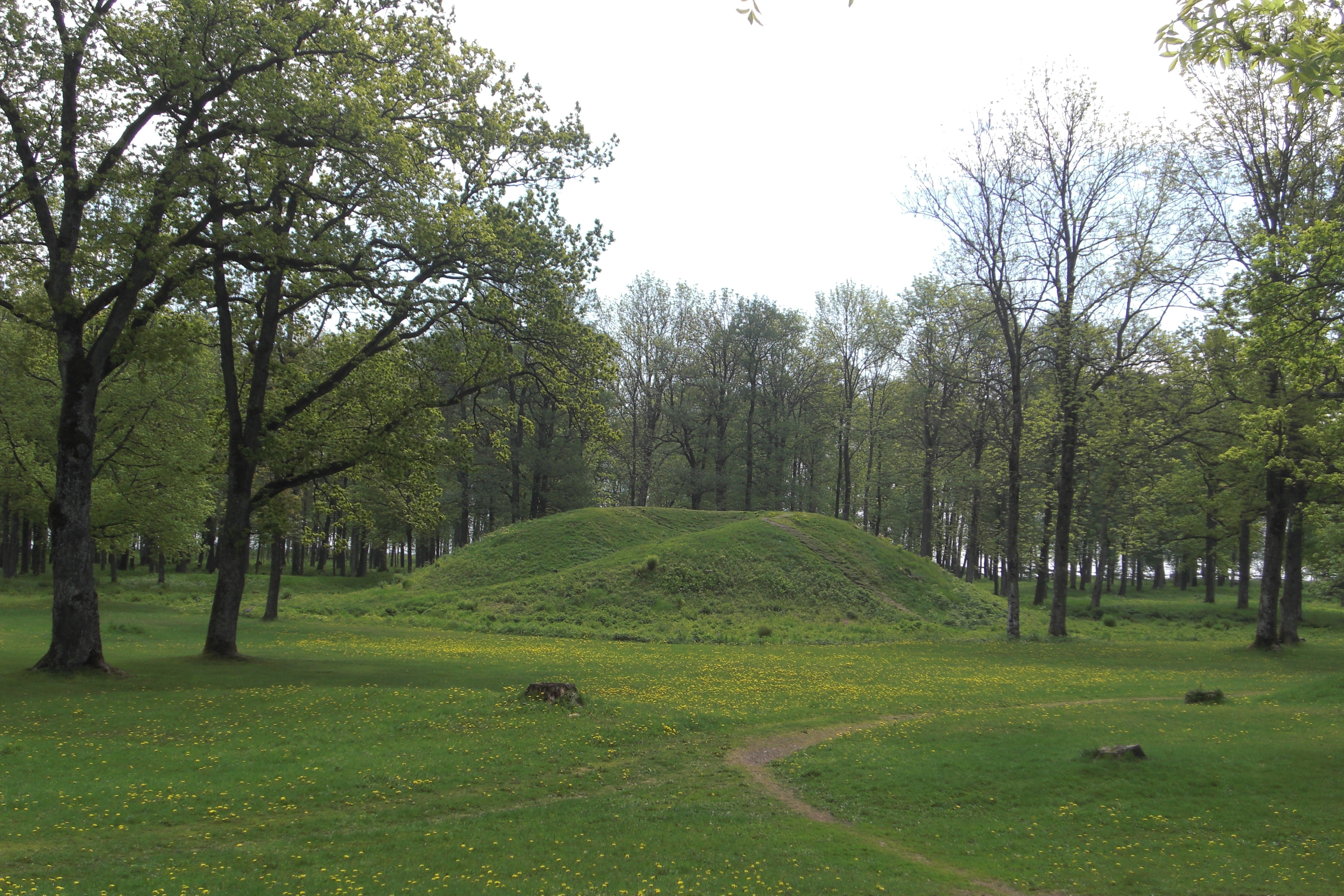
Grafheuvels in Borre
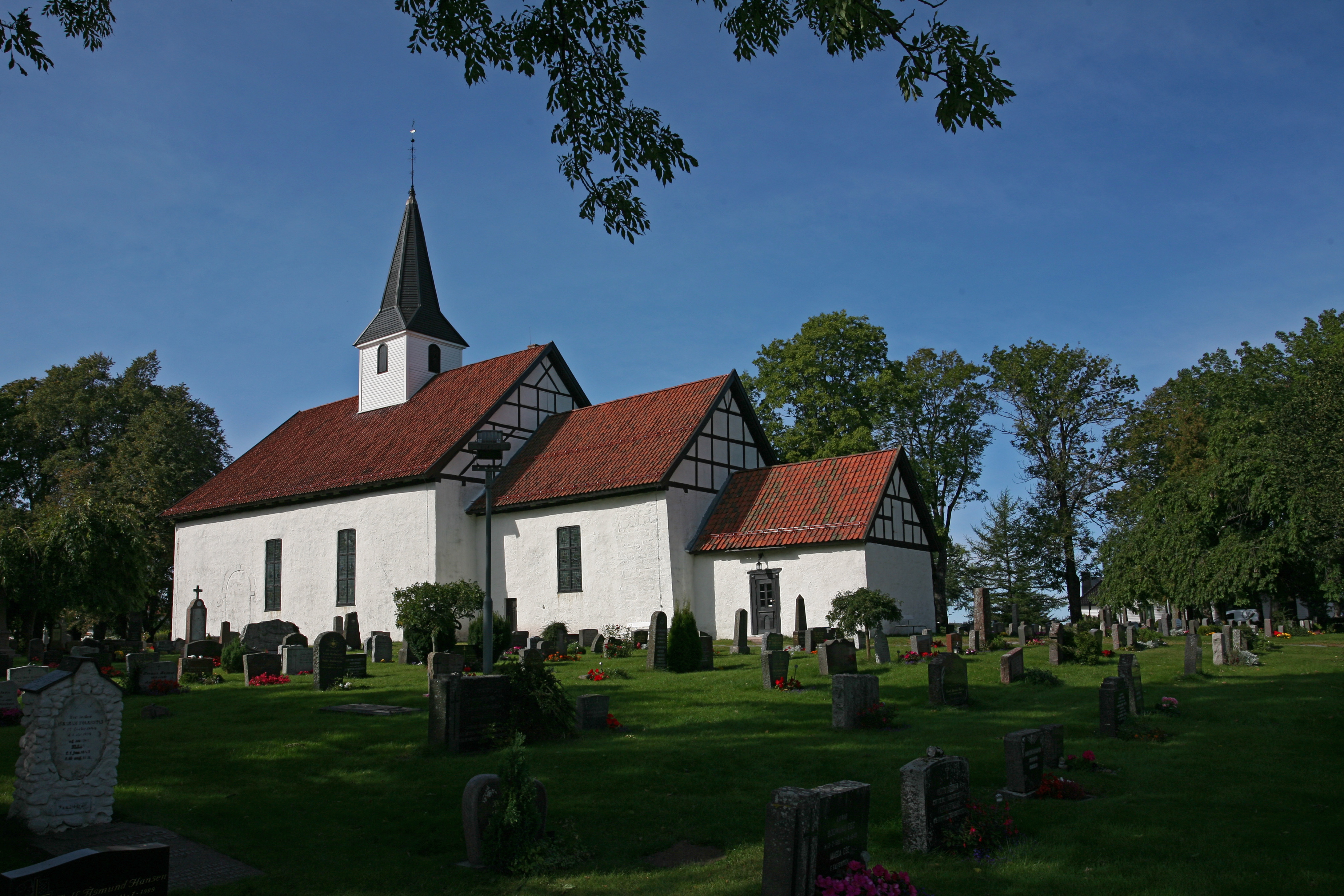
Kerk van Borre
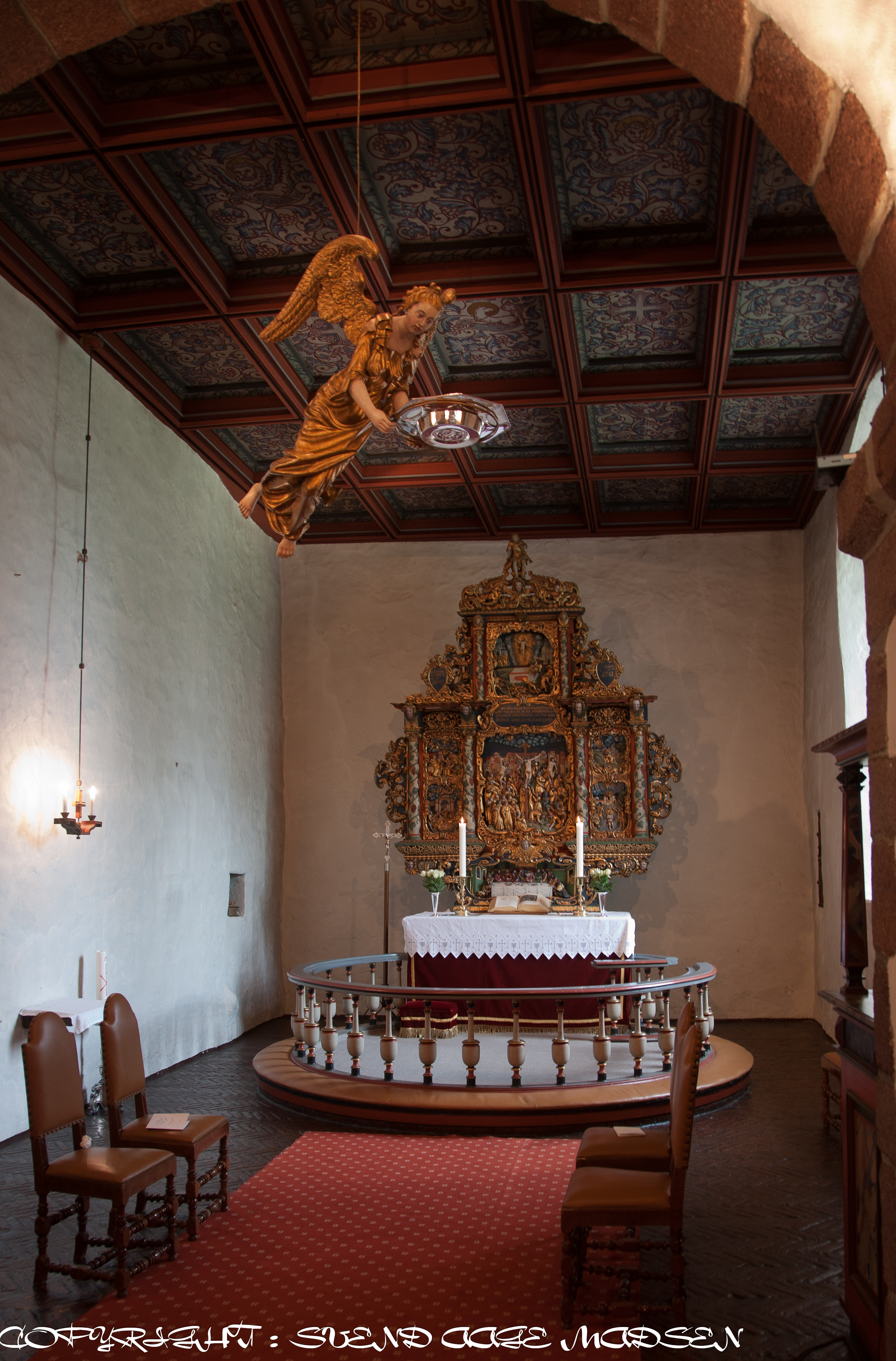
Interieur kerk van Borre
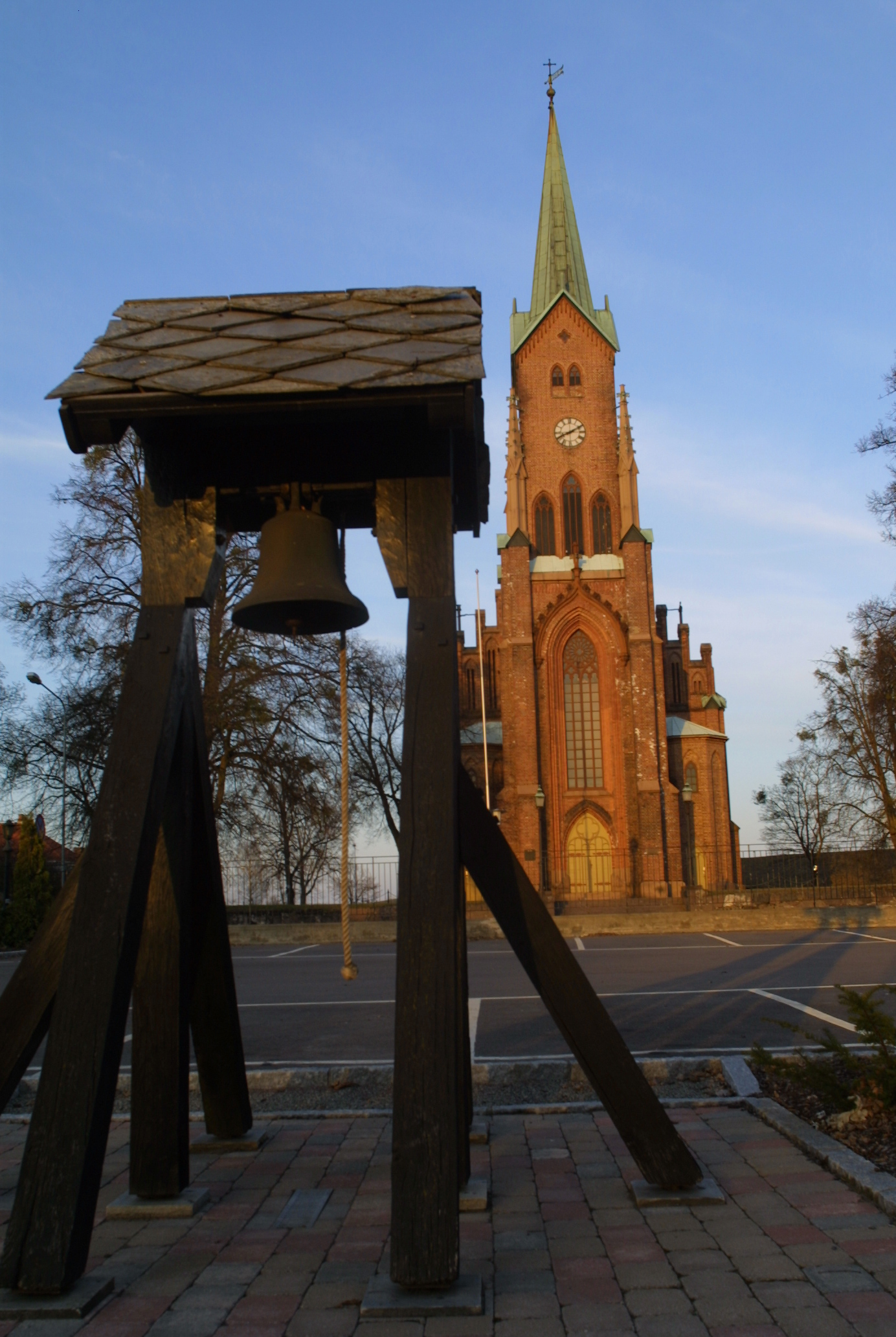
Kerk van Horten
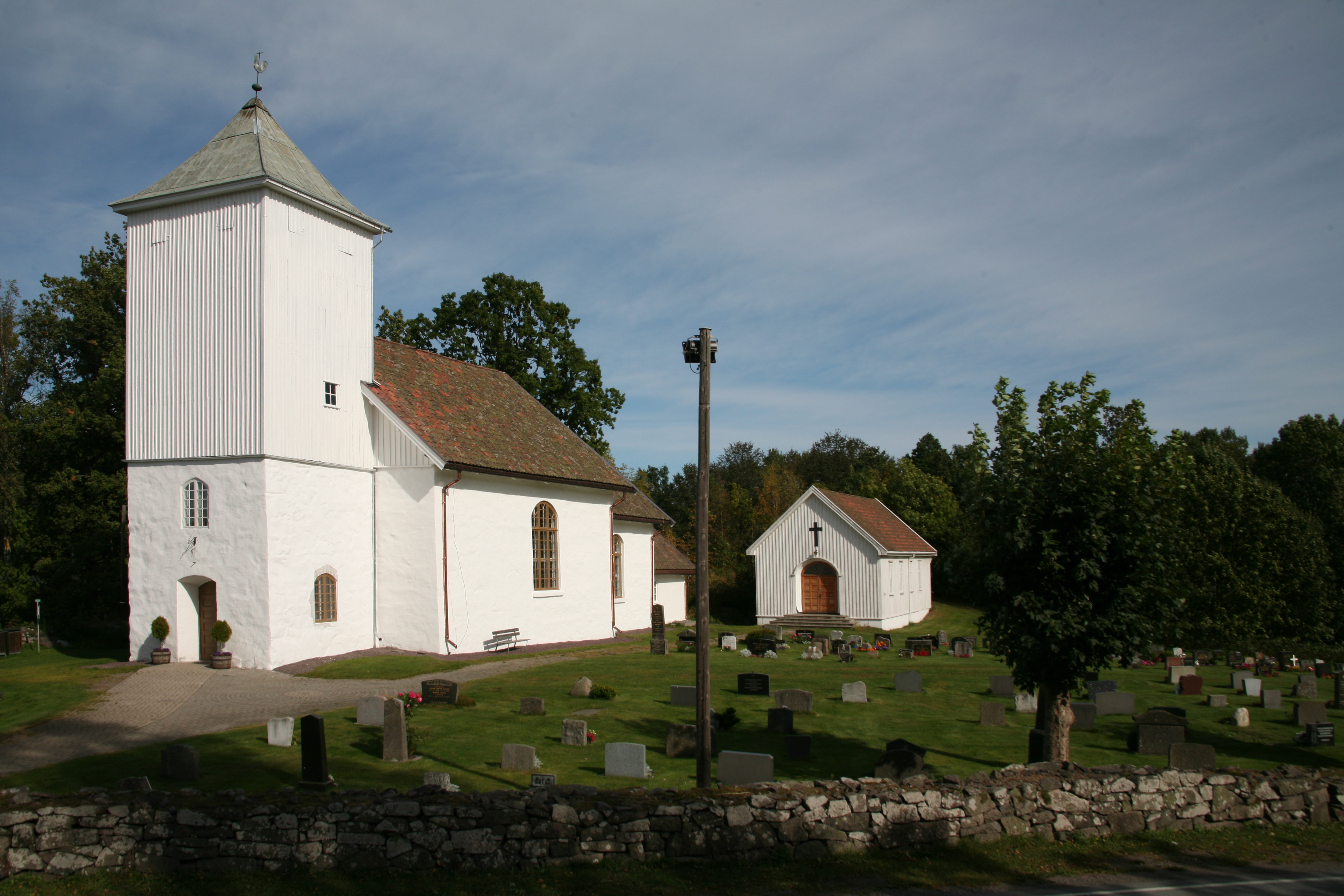
Kerk van Nykirke
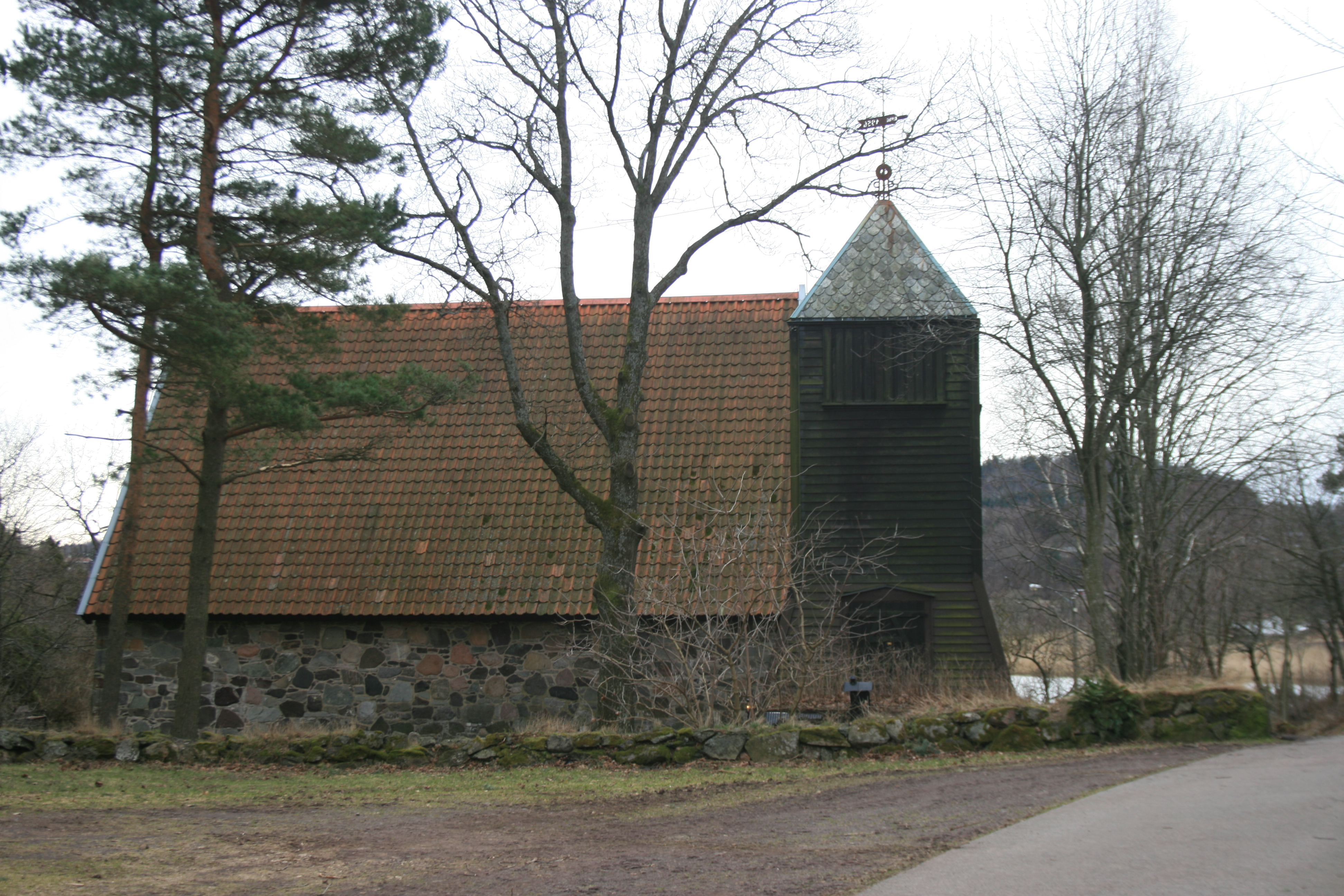
Kapel van Løvøy
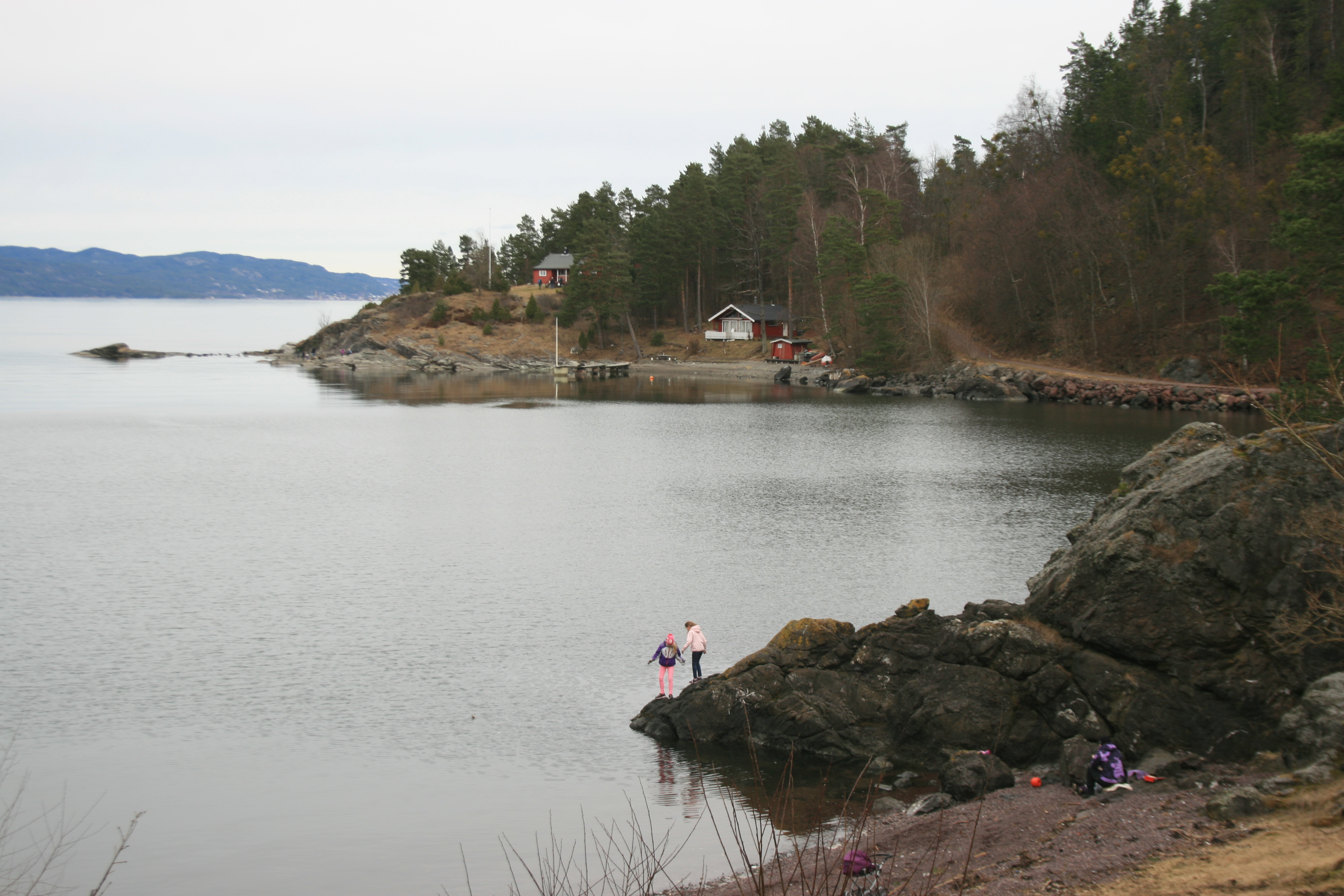
Kerkbocht

## Plaatsen in de gemeente
- Åsgårdstrand
- Borre
- Nykirke
- Skoppum

## Verkeer en vervoer
De spoorlijn Vestfoldbanen loopt door de gemeente. In Skoppum is een station, waarvandaan ieder uur een trein naar Oslo gaat. Verder is er een veerdienst  (Bastø Fosen) over de Oslofjord tussen Horten en Moss in de provincie Viken.

## Geboren
- Francis Hagerup (1853 - 1921), politicus
- Harry Boye Karlsen (1920-1994), voetballer
- Kristin Halvorsen (1960), politica
- Sondre Holst Enger (1993), wielrenner
- Girl In Red (1999), zangeres

Færder · Holmestrand · Horten · Larvik · Sandefjord · Tønsberg

Voormalige gemeente: Andebu · Hof · Lardal · Nøtterøy · Re · Sande · Stokke · Svelvik · Tjøme